# Isocyanaat

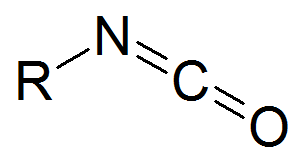
Algemene structuurformule van een organisch isocyanaat.

Isocyanaat is een functionele groep in de organische chemie met formule: -NCO. De groep wordt als zuurrest beschouwd (van het onstabiele isocyaanzuur), en verbindingen worden beschreven als esters. De structuurformule geeft aan op welke wijze de isocyanaatgroep in een molecule voorkomt. Bovendien is aangegeven dat de groep niet lineair is maar bij het stikstofatoom een hoek vertoont.
Organische verbindingen met deze functionele groep worden ook isocyanaten genoemd. De bekendste toepassing van iso-cyanaten is de vorming van polyurethaan met polyolen. Hiervoor worden organische verbindingen met 2 isocyanaat groepen (di-isocyanaten) gebruikt.

## Synthese
Er bestaan talrijke methoden om isocyanaten te bereiden, waaronder:
- De reactie van een primair amine met fosgeen. Bij de reactie, die in twee stappen verloopt, komt waterstofchloridegas vrij. Dit is de traditionele commerciële productiemethode van isocyanaten, maar heeft als nadelen dat fosgeen zeer giftig en HCl zeer corrosief is.

- De eliminatie van stikstof uit een zuurazide gevolgd door omlegging (de Curtius-omlegging) van het verkregen tussenproduct. Zuuraziden kunnen explosief zijn.

- De zogenaamde Lossen-omlegging van een hydroxamzuur of een derivaat van een hydroxamzuur. Het zuur wordt gedehydrateerd (hier met behulp van tosylchloride) en omgelegd in een isocyanaat:

- De thermische ontbinding van een carbamaat[1]:

{\displaystyle {\ce {R-NH-CO-O-R' -> R-N=C=O + R'-OH}}}
- De reactie van organische nitroverbindingen met koolstofmonoxide in aanwezigheid van een katalysator. Deze methode is vooral geschikt voor de synthese van aromatische isocyanaten, bijvoorbeeld voor de omzetting van nitrobenzeen in fenylisocyanaat.[2]